# Mormo muscivirens
Mormo muscivirens är en fjärilsart som beskrevs av Butler 1878. Mormo muscivirens ingår i släktet Mormo och familjen nattflyn. Inga underarter finns listade i Catalogue of Life.